# Spirogyromyces vermicola
Spirogyromyces vermicola är en svampart som beskrevs av Tzean & G.L. Barron 1981. Spirogyromyces vermicola ingår i släktet Spirogyromyces, divisionen oksvampar och riket svampar.   Inga underarter finns listade i Catalogue of Life.